# Interdevotjka
Interdevotjka (Интердевочка) är en sovjetisk-svensk dramafilm från 1989 i regi av Pjotr Todorovskij, med Jelena Jakovleva, Tomas Laustiola och Larisa Malevannaja i huvudrollerna.

## Handling
Den handlar om en sjuksköterska i Leningrad som får sin huvudsakliga inkomst från prostitution, något hon döljer för sin mor. När en av hennes klienter, en svensk, friar till henne tar hon chansen att flytta till Sverige för att ta del av Västeuropas materiella rikedom.

## Medverkande
- Jelena Jakovleva – Tatjana "Tanja" Zajtseva
- Tomas Laustiola – Edvard, Tanjas man
- Larisa Malevannaja – Alla Sergejevna Zajtseva, Tanjas mor
- Anastasija Nemoljajeva – Ljalka
- Martins Vilsons – Viktor
- Torsten Wahlund
- Sverre Anker Ousdal
- Ingeborga Dapkūnaitė – Kisulja
- Irina Rozanova – Sima Gulliver
- Ljubov Polisjtjuk – Zina Melejko
- Natalja Sjtjukina – Natalja
- Zinovij Gerdt – Boris Semjonovitj

## Om filmen
Filmen baseras på en roman av Vladimir Kunin och producerades av Mosfilm med Filmstallet och Exat som svenska samarbetspartners. Filmen gick upp på biografer i Sovjetunionen 21 januari 1989. Den hade 44 miljoner besökare, vilket gjorde den till årets näst mest sedda film. Jakovleva tilldelades en Nika för bästa kvinnliga huvudroll.